# Palazzo Durini di Monza
Palazzo Durini di Monza è una dimora nobiliare sita nel centro di Milano, in via Santa Maria Valle al civico 2.

## Storia
Il Palazzo ha origini medioevali. Degli otto palazzi dei Conti Durini di Monza esistenti originariamente a Milano, è l'unico sopravvissuto insieme al Palazzo di via Durini. È inoltre l'unico tutt'oggi abitato della famiglia, nonché sede della Fondazione Alessandro Durini, costituita nel 1939 da Antonio Durini Litta.

L'edificio vede lo stratificarsi di diversi stili architettonici, è caratterizzato da un'ampia corte e giardino retrostante, separati dagli spazi un tempo utilizzate dal Canova durante i soggiorni milanesi.

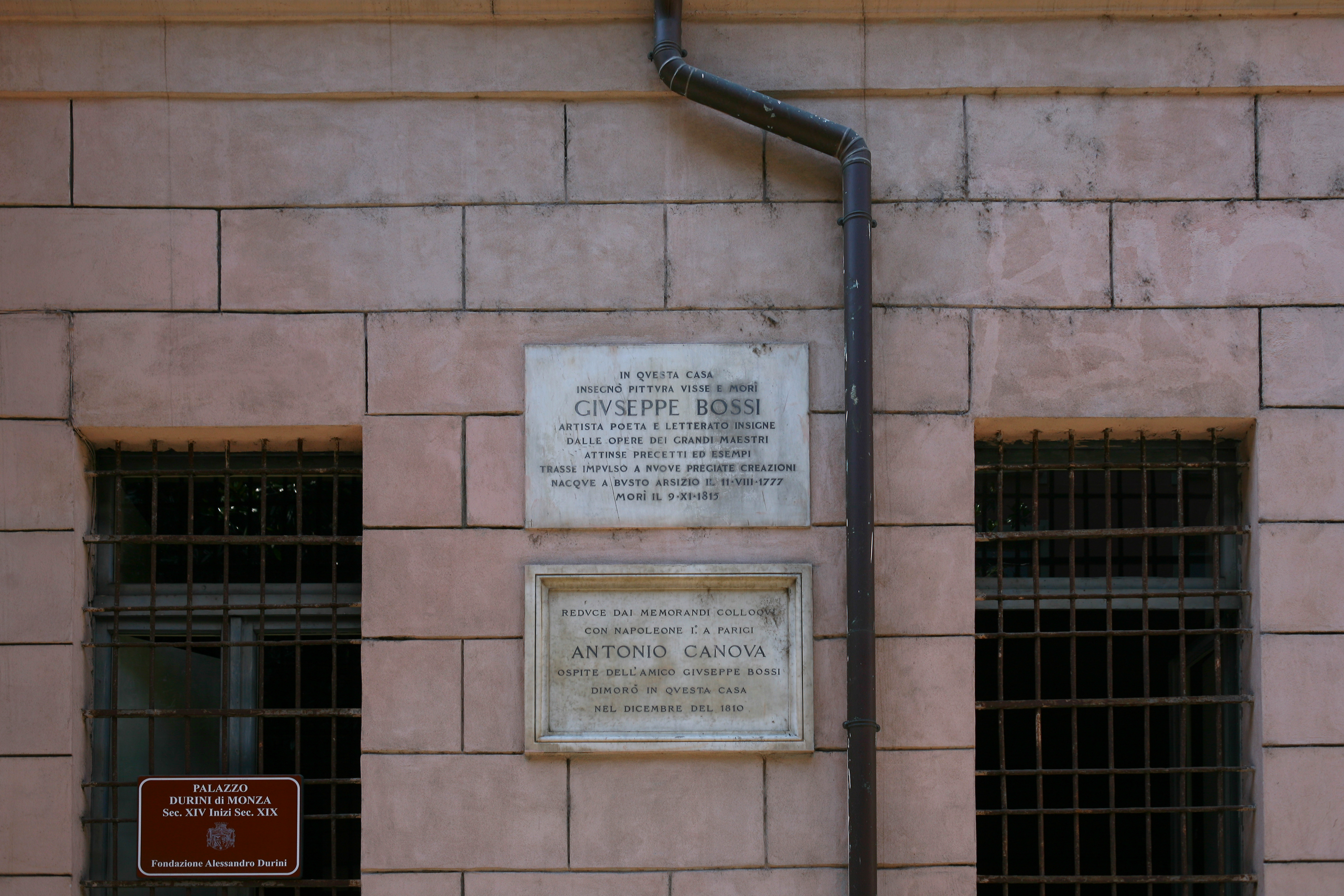

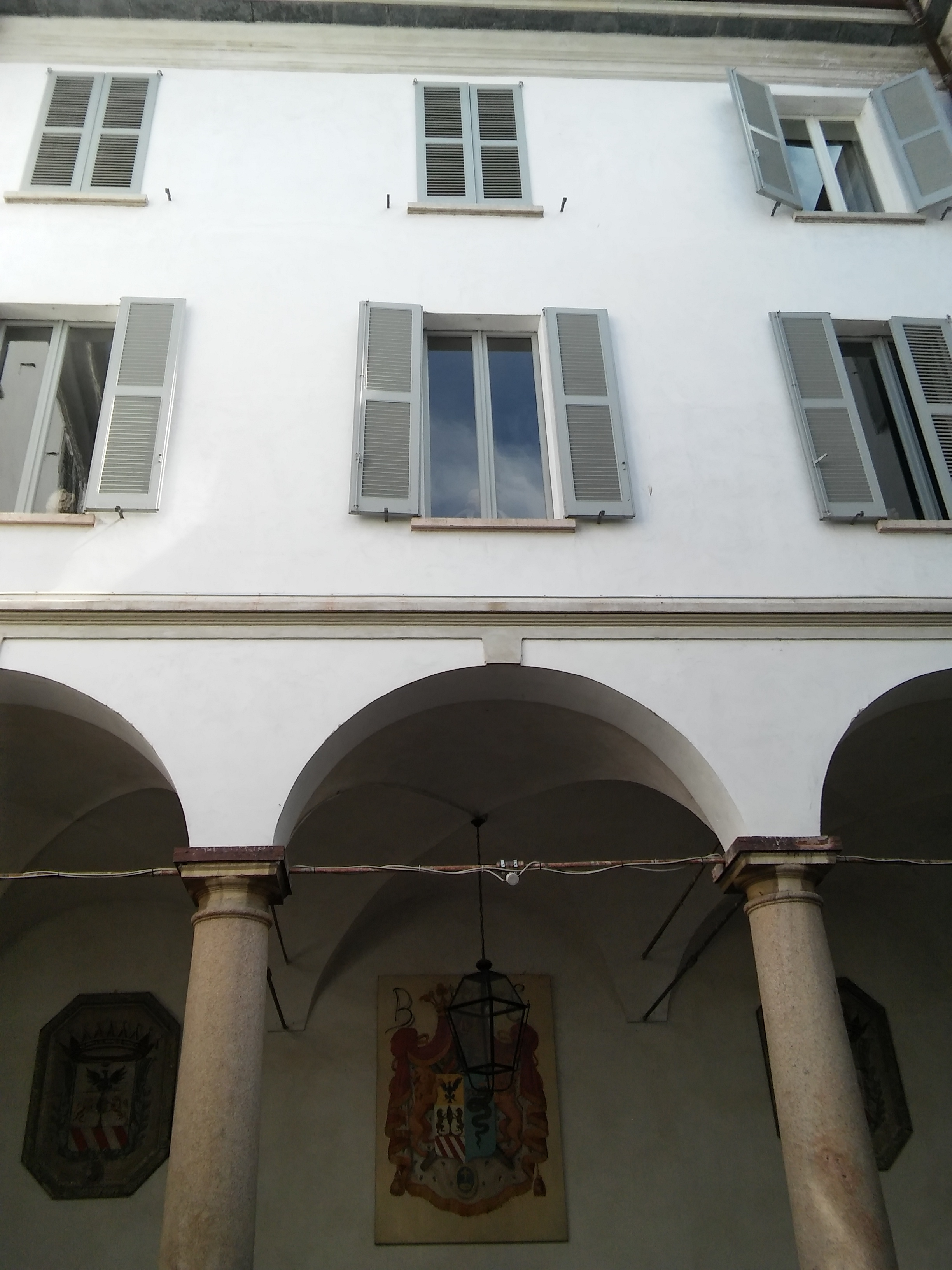

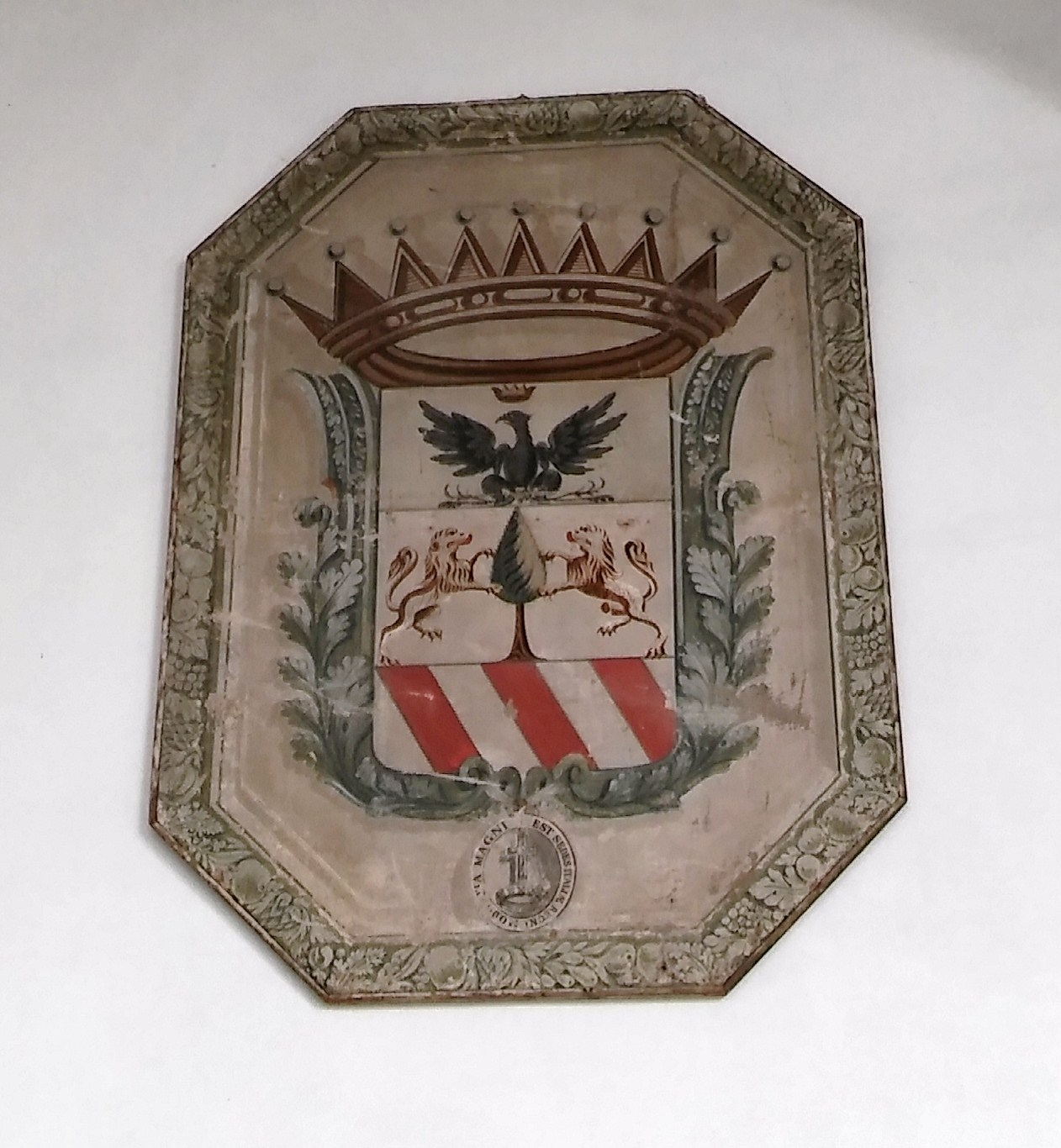
Stemma della famiglia Durini presso Palazzo Durini di Monza, via Santa Maria Valle 2, Milano.

Fu dimora del pittore e teorico dell'arte Giuseppe Bossi dal 1809 al 1815.
Qui visse inoltre la ''distintissima pianista'', come veniva allora definita, Guglielmina Durini Litta Biumi, eccellente musicista della Milano ottocentesca. A lei ancora oggi vengono dedicati alcuni concerti dai musicisti del Conservatorio di Milano.
Tra gli elementi distintivi del palazzo troviamo, al primo piano nobile, un'ottima espressione di barocchetto teresiano.

## Uso attuale
Palazzo Durini di Monza di via Santa Maria Valle 2 è oggi sede della Fondazione Alessandro Durini. 
Tra gli eredi della famiglia, che attualmente risiedono presso il palazzo, vi è il pittore Giulio Durini.